# Estación de Palermo Central
La Estación de Palermo Central (en italiano: Stazione di Palermo Centrale) es la principal estación ferroviaria de la ciudad italiana de Palermo, en Sicilia. Posee un flujo de 52 mil viajeros diarios y un total de unos 19 millones al año.
La estación se encuentra incluida en el grupo de las 13 "Grandes Estaciones" italianas (Grandi Stazioni).

## Historia
Proyectada por el arquitecto italiano Di Giovanni, se estrenó el 7 de junio de 1886. Hasta 1941 se caracterizó por un extenso techo de hierro y cristal, que fue reemplazado a comienzos de los años 1950 por una estructura de hormigón armado.

## Descripción
La estación es un edificio multinivel ubicado en el centro de la ciudad, en Piazza Giulio Cesare. Es una estación cabecera en superficie de 16 vías. Es la cabecera de las líneas Palermo-Catania y Palermo-Agrigento; además se encuentra en la línea Mesina-Palermo y Palermo-Trapani.
Es un importante hub ferroviario para toda la región siciliana y se conecta con el Servicio ferroviario metropolitano de Palermo. Acoge a los trenes de larga distancia Intercity (IC) e Intercity nocturnos (ICN) directos a Nápoles, Roma y Milán. En la actualidad no está conectada por trenes de alta velocidad.
La estación dispone de un terminal de autobuses interurbanos, además de una parada de autobuses urbanos y de la tranvía urbana.